# Самаранч, Хуан Антонио
Дон Хуа́н Анто́нио Самара́нч-и-Торельо́, 1-й маркиз де Самаранч (исп. Don Juan Antonio Samaranch Torelló, I marqués de Samaranch; 17 июля 1920[…], Барселона[…] — 21 апреля 2010[…], Барселона) — испанский политик и бизнесмен, седьмой по счёту президент международного олимпийского комитета (МОК) (1980—2001), признан одним из наиболее выдающихся деятелей олимпийского движения XX века. Пожизненный почётный президент МОК.
В кастильском диалекте испанского языка и в каталанском языке фамилия читается Самара́н/Самара́нк. Каталанское произношение полного имени — Жуа́н Анто́ни Самара́нк-и-Турельо́.

## Биография
Самаранч родился 17 июля 1920 года по адресу: улица Байле́н, д.28, в квартале Дрета дел Ашампла города Барселоны, Испания, в богатой семье. Его отец, Франсеск Самаран Кастро, владел текстильной фабрикой "Кан Самаран" в городе Молинс-де-Рей (производила одеяла и гобелен, окончательно закрылась в 1976 году). Первая жена отца Пакита Риалп Малвеи умерла во время эпидемии гриппа в 1918 году. От этого брака осталось двое детей. 3 мая 1919 года Франсеск женился на двоюродной сестре Пакиты - Жуане Торельо. В этом браке кроме Хуана Антонио (Жуана Антони) родилось ещё трое детей. 
В детстве занимался хоккеем на роликовых коньках. 
Во время гражданской войны в Испании он был призван санитаром в Республиканские силы в 1938 году, в возрасте 18 лет. Политический противник Республики, он вскоре бежал во Францию, но быстро вернулся в националистическую Испанию и поступил в Испанскую Традиционалистскую Фалангу СНСН.
Хуан Антонио Самаранч (Жуан Антони Самаран) учился сначала в Швейцарской школе, а затем в Немецком колледже (Барселона).
После поражения республики в 1939 году, закончив военную службу, Самаранч обучался по специальности "эксперт по коммерческой оценке" в бизнес-школе IESE (IESE Business School) в Барселоне. 
В возрасте 25 лет переболел туберкулезом. 
В молодости совмещал учёбу с занятиями различными видами спорта: футболом, боксом, верховой ездой, парусным спортом, гольфом, однако особый интерес испытывал к хоккею на роликах, вскоре став национальным тренером Испании в этом виде спорта. 
Проходил обучение в Лондоне и в Соединённых Штатах Америки. 
Был игроком секции хоккея на роликах в клубе "RCD Espanyol". Стал первым президентом Испанской федерации конькобежного спорта (с 1 августа 1954 года по 5 июля 1956 года) и вице-президентом Международной федерации конькобежного спорта. Активно участвовал в организации проходивших в Барселоне чемпионатов мира по хоккею на роликах 1951 и 1954 годов, на которых Испания завоевала две золотые медали. В середине 1950-х годов перестал играть в хоккей.
Сделал короткую карьеру как спортивный журналист в газете «Ла Пренса», которая завершилась его увольнением в 1943 году за критику в адрес сторонников футбольного клуба «Реал Мадрид» после победы со счётом 11-1 в игре с «Барселоной». В качестве журналиста побывал на Олимпийских играх в Хельсинки 1952 года. 
На некоторое время возвращался в текстильный бизнес своей семьи. 
В 1963 году стал основателем Международного морского салона в Барселоне - выставки инноваций в области морской навигации, которую возглавлял в течение пятнадцати лет. Также был вице-президентом Международной федерации морских салонов.
Он стал членом совета директоров la Caixa, крупнейшего сберегательного банка Испании, в 1984 году и занимал пост президента с 1987 по 1999 год. Он остался почетным президентом и после своей отставки в 1999 году, до своей смерти.
Самаранч работал в муниципальном правительстве Барселоны, был ответственным за спорт, начиная с 1955 по 1962 год. Являлся прокурадором — членом нижней палаты парламента в течение последнего десятилетия режима Франко, с 1967 до восстановления демократии в 1977 году.
1955—1962 годы — советник по спорту муниципального совета Барселоны.
Неоднократно возглавлял испанскую делегацию на всевозможных событиях, связанных с олимпийским движением, и был назначен на должность председателя Олимпийского комитета Испании диктатором Франсиско Франко в 1966 году. В том же году Самаранч стал членом МОК.
В 1967 году — национальный делегат по физическому воспитанию и спорту.
С 1973 года — председатель Провинциального совета Барселоны.
С 1974 по 1978 годы занимал пост вице-президента МОК.
В 1977 году (через 41 год после разрыва дипломатических отношений между СССР и Испанией) был избран Чрезвычайным и Полномочным Послом Испании в СССР и Монголии и находился на этом посту до 1980 года.
16 июля 1980 года, в Москве, на 83-й Сессии МОК, был избран президентом Международного олимпийского комитета. Это произошло накануне Московской Олимпиады-80. В своих действиях он неоднократно высказывал поддержку Москве.
За вклад в олимпийское движение король Испании в 1991 году присвоил Самаранчу титул маркиза (дона).
16 июля 2001 года, в Москве, на 112-й Сессии МОК, Хуан Антонио Самаранч передал полномочия президента МОК Жаку Рогге, но был избран почётным пожизненным президентом МОК.
18 апреля 2010 года был доставлен в клинику Кирон Барселоны с диагнозом "острая сердечная недостаточность". 21 апреля Хуан Антонио Самаранч скончался. 
24 апреля его тело было выставлено для прощания в часовне Дворца Женералитата (правительства) Каталонии. С Самаранчем пришли проститься принц Астурийский Фелипе и его супруга Летисия, а также президент МОК Жак Рогге. Церемония прощания завершилась исполнением песни "Друзья навсегда" (кат. Amics per sempre), написанной специально для проходивших в Барселоне в 1992 году Летних Олимпийских игр. 
Днём того же дня в Барселонском соборе прошла месса, на которой присутствовало около 4000 человек. В похоронной церемонии участвовали: король Испании Хуан Карлос I с супругой Софией, принцессы Елена и Кристина, князь Монако Альбер и многие другие официальные лица. Покрытый олимпийским флагом гроб несли на руках известные каталанские спортсмены. Останки Хуана Антонио Самаранча были кремированы и захоронены на Монжуикском кладбище в Барселоне, рядом с останками его супруги «Биби» Сализакс.

## Президентство в МОК

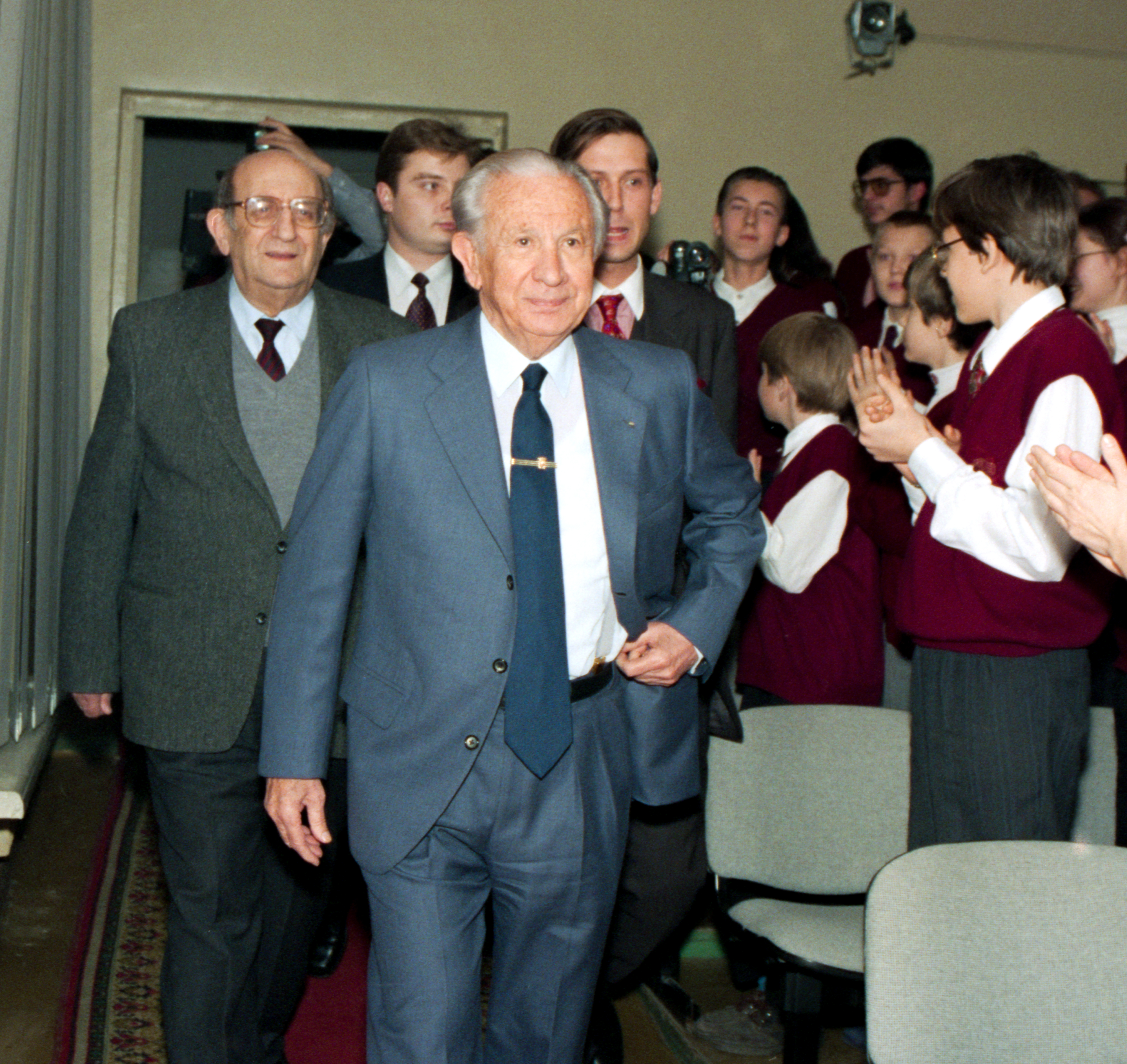
Хуан Антонио Самаранч во время посещения в Москве школы № 45, сзади слева директор школы Л. И. Мильграм, январь 1998, автор фото: Лев Медведев

По окончании летних Олимпийских игр 1980 года в Москве, после истечения срока полномочий 6-го президента МОК лорда Килланина Самаранч был избран его преемником.
Во время своего правления Самаранч сумел сделать олимпийское движение финансово самостоятельным, организовав спонсорство мероприятий и договорные телевизионные трансляции, приносящие большие суммы в бюджет МОК. Невзирая на бойкот летних Олимпийских игр 1984 года Советским Союзом и странами Восточного блока, число стран-участниц Олимпийских игр постоянно росло от мероприятия к мероприятию, также рос и уровень атлетов, состязавшихся в соревнованиях — за счёт повышения общего уровня и планок вхождения в число атлетов-представителей стран.
Правление Самаранча было безусловным спасением для МОК, практически погибшего финансово во время кризиса 1970-х годов, когда был даже момент, когда город-организатор игр (Денвер) отказался их принимать в 1976 году. До этого все финансовые траты в одиночку несла принимающая сторона — Олимпийский Комитет той страны, в которой проходили игры. Во многом, именно факт поисков финансовой поддержки и факт допуска к играм спортсменов-профессионалов послужил противникам Самаранча на руку, дав старт слухам об излишней коммерциализации Олимпийского движения и послуживший причиной обвинения его в коррупции.
Именно во время правления МОК Самаранчем было введено правило обращения к нему, как к председателю МОК, «Ваше Превосходительство». Также всегда Самаранча повсюду встречал и провожал лимузин с шофёром и ожидали президентские номера гостиниц в любом городе, где бы и когда бы он ни появился. Так, во время остановки президента в швейцарской Лозанне в год на его проживание тратилось приблизительно 500 000 долларов США.
В историю Олимпийского движения Хуан Антонио Самаранч вошёл как человек, возродивший начинавшее угасать олимпийское движение.

## Критика и отзывы
В книге «КГБ играет в шахматы» (авторы Б. Гулько, В. Корчной, В. Попов, Ю. Фельштинский) утверждается, что Самаранч был завербован в качестве агента КГБ и оказывал всемерную поддержку СССР; в книге утверждается, что завербованному Самаранчу голосами СССР и других социалистических стран была обещана должность президента МОК.

## Награды

### Испании
- Кавалер Большого креста ордена Карлоса III (20 октября 1980)[15][16]
- Цепь ордена Изабеллы Католической (исп. Collar de la Orden de Isabel la Católica) (31 марта 2000)[17][18]
- Кавалер Большого креста ордена Изабеллы Католической (29 сентября 1975)[19]
- Кавалер Большого креста ордена Гражданских заслуг (1 апреля 1959)[20]
- Кавалер Большого креста ордена Сиснероса (1 октября 1968)[21]
- Кавалер Большого креста ордена Альфонса X Мудрого
- Кавалер Большого креста ордена «За спортивные заслуги» (6 декабря 1986)[22]
- Медаль «За заслуги в области туризма» (исп. Medalla al Mérito Turístico) (6 октября 2006)[23]
- Сеульская премия мира (1990)[24]

### Других государств
- Большой золотой почётный знак со звездой «За заслуги перед Австрийской Республикой» (Австрия)
- Большая лента ордена Освободителя (Венесуэла)
- Медаль «В память 850-летия Москвы» (Россия)
- Великий офицер ордена «За заслуги перед Итальянской Республикой» (Италия, 2 июня 1971)[25]
- Кавалер Большого креста ордена «За заслуги перед Итальянской Республикой» (Италия, 27 января 1981)[26]
- Орден Югославского флага с лентой (Югославия, 9 января 1984)
- Кавалер ордена Короля Томислава с лентой и Большой Звездой (Хорватия, 26 августа 1993)[27]
- Командор со звездой ордена Заслуг перед Республикой Польша (Польша, 1994)[28]
- Международная Леонардо-премия (Россия, 1994)
- Орден Дружбы народов (Россия, 14 июля 1994) — за большой вклад в развитие и укрепление международного олимпийского движения, повышения его роли в борьбе за мир между народами[29][30]
- Командор со звездой ордена Заслуг (Венгрия, 1995)
- Орден «За выдающиеся заслуги» (Узбекистан, 29 августа 1996) — за заслуги в развитии Олимпийского движения, укреплении межгосударственного сотрудничества, мира, дружбы и взаимопонимания между народами и поддержку спорта Узбекистана, выдающийся вклад в завоевании им своего места в международной арене[31]
- Кавалер Большого креста ордена Великого князя Литовского Гядиминаса (Литва, 4 апреля 1997)[32]
- Золотой орден Свободы (Словения, 1997)[33]
- Награда Всемирной ассоциации издателей филателистических каталогов, альбомов и журналов (АСКАТ) «Гран При 1998».[34]
- Командор ордена Доброй Надежды (ЮАР, 1998)[35]
- Орден «Стара-планина» I степени (Болгария, 21 октября 1998)[36]
- Почётный гражданин Кишинёва (Молдавия, 3 мая 1999)[37]
- Орден Республики (Молдавия, 14 мая 1999) — в знак признания особых заслуг в развитии спорта и олимпийского движения в Республике Молдова[38]
- Орден «Манас» III степени (Кыргызстан, 8 ноября 1999) — за большие заслуги в поддержке олимпийского движения в Кыргызской Республике и проведении III Центрально-Азиатских игр в гор. Бишкек[39]
- Орден Двойного белого креста 1 класса (Словакия, 2000)
- Медаль Восточной Республики Уругвай (Уругвай, 8 февраля 2000)[40]
- Орден Почёта (Россия, 25 июня 2001) — за активное содействие развитию российского олимпийского и спортивного движения[41][42]
- Орден Золотого руна (Грузия, 28 августа 2000) — за особый личный вклад, внесённый в развитие международного олимпийского движения, укрепление мира и дружбы между народами, поддержку олимпийского и спортивного движения Грузии в международных организациях, оказание помощи грузинским олимпийцам и ветеранам олимпийского движения, популяризацию олимпийских идей[43][44]
- Кавалер Большого креста ордена Сикатуны (Филиппины, 11 апреля 2001)[45]
- Орден Креста земли Марии 1 класса (Эстония, 2003)[46]
- Орден князя Ярослава Мудрого III степени (Украина, 21 мая 2005) — за выдающийся личный вклад в развитие и популяризацию спорта, содействие развитию олимпийского движения на Украине[47]
- Почётный гражданин Пекина[англ.] (Китай, 2009)[48]
- Медаль Дружбы за реформы Китая[англ.] (Китай, 2018, посмертно)[49]

## Семья
1 декабря 1955 года женился на Марии Терезе Сализакс (26 декабря 1931 — 16 сентября 2000). У супругов двое детей. Сын — Хуан Антонио (член МОК). Дочь — Мария Тереза.
После смерти жены его спутницей жизни была скульптор и художник Льюиза Сальен.

## Память
Именем Самаранча назван Олимпийский дворец спорта в Сараеве и Теннисный центр в Москве.